# Corydalis curviflora
Corydalis curviflora är en vallmoväxtart. Corydalis curviflora ingår i släktet nunneörter, och familjen vallmoväxter.

## Underarter
Arten delas in i följande underarter:
- C. c. curviflora
- C. c. rosthornii